# Rhyacophila palaepolonica
Rhyacophila palaepolonica là một loài Trichoptera hóa thạch trong họ Rhyacophilidae.